# Le Sacrifice de Sato
Le Sacrifice de Sato (Forbidden Paths) est un film américain réalisé par Robert Thornby, sorti en 1917.

## Synopsis
Un japonais, Sato, tombe amoureux de la fille d'un de ses employeurs américains.

## Fiche technique
- Réalisation : Robert Thornby
- Scénario : Beatrice DeMille, Leighton Osmun d'après une histoire d'Eve Unsell[1]
- Producteur : Jesse L. Lasky
- Photographie : James Van Trees
- Production : Jesse L. Lasky Feature Play Company
- Genre : Drame[2]
- Distributeur : Paramount Pictures
- Pays de production :  États-Unis
- Durée : 50 minutes
- Date de sortie :
  - États-Unis : 12 juillet 1917

## Distribution
- Vivian Martin : Mildred Thornton
- Sessue Hayakawa : Sato
- Tom Forman : Harry Maxwell
- Carmen Phillips : Benita Ramirez
- James Neill : James Thornton
- Ernest Joy : l'ambassadeur américain
- Paul Weigel : Luis Valdez

## Réception critique
La critique n'a pas été unanime pour ce film, en particulier pour le rôle de l'acteur Sessue Hayakawa. Pour Variety, « One does not expect to see him in a role that call for sympathy after the heavies he has been in the habit of playing ».